# K. C. Groom
Kathleen Clarice Groom, nacida Cornwell (n. el 11 de marzo de 1872 en Melbourne, Australia - f. 29 de abril de 1954 en Hove, Sussex, Inglaterra), fue una escritora británica de historias cortas y novelas entre 1907 y 1952, escribiendo bajo diferentes variantes de sus nombres, como Kit Dealtry, C. Groom, Mrs. Sydney Groom y K. C. Groom.

## Biografía
Kathleen Clarice Louise Cornwell nació el 11 de marzo de 1872 en Melbourne, Australia. Su familia regresó a Londres, Inglaterra, donde a los 17 años contrajo matrimonio con el compositor musical Herman Klein, 16 años mayor. Ellos tuvieron tres hijos, Adrian Bernard, Bernard y Denise Naomi. Inició un romance con un oficial, 6 años más joven, Herbert Arthur Berkeley Dealtry (1878-1915), con quien tras su divorcio se casó. Tras quedar viuda, volvió a casarse con Sydney H. Groom en 1918.
Durante su matrimonio con Dealtry, comenzó a escribir historias cortas, guiones cinematográficos y novelas, bajo el seudónimo de Kit Dealtry. Su pasión fue compartida por su hija, que se convertiría en la afamada escritora Denise Robins, y su nieta, Patricia Robins también seguiría sus pasos.

### Como Kit Dealtry

#### Novelas
- Under the Mistletoe Bough (1908)
- Ill-Gotten Gain (1909)

### Como C. Groom

#### Novelas
- Love in the Darkness (1918)

### Como Mrs. Sydney Groom

#### Novelas
- Shadows of Desires (1919)
- The Mystery of Mr Bernard Brown (1920)
- Greatheart (1921)
- The Knight Errant (1922)
- Sylvia Shale, Detective (1924)

### Como K. C. Groom

#### Novelas
- Phantom Fortune (1945)
- The Folly of Fear (1947) Terror loco
- The Recoil (1952)
- Pasión mortal

### Como Clarice Groom

#### Novels
- The Paving of Hell